# ウイルプラスチェッカーモータース
ウイルプラスチェッカーモータース株式会社は日本の輸入車ディーラーである。
フィアット・アルファロメオ車の販売台数日本一を誇る。一時期レーシングチームを持っていた時期があり、太田哲也を擁し富士グランチャンピオンレースなどに参戦していた。2010年7月に株式会社福岡クライスラーを存続会社とする合併を行い、以降はクライスラー車も取り扱っている。

## 沿革

### チェッカーモータース（初代）
- 1971年に兼子眞が創業。1983年からフィアットの日本代理店として、ウーノ、リトモなど輸入・販売を開始。後にはリライアント、マーコス、パンサー、カジバ（ミニ・モーク）など、趣味性の高いモデルの輸入・販売も手掛け、個性的な新車ディーラーとして注目を集めた。
- 1989年、住友商事系のサミットモータース（同社は後に解散）にフィアットの日本代理店権が移行した後は、ローバージャパン（同社は後に解散）、さらに1991年よりフィアット&アルファロメオモータースジャパン（現:フィアット・グループ・オートモービルズ・ジャパン）の正規代理店として活動した。
- 2001年、オートトレーディングルフトジャパンが買収した。
- 2004年4月、日興アントファクトリーが資本参加した。
- 2008年7月、ウイルプラスホールディングスの完全子会社となる。
- 2009年2月、アバルトブランドを取り扱う「アバルト東京」を開店した。
- 2010年7月、株式会社福岡クライスラーに吸収合併される。

### 福岡クライスラー→チェッカーモータース（2代）
- 1997年1月、株式会社福岡クライスラー設立。
- 2007年10月、株式会社福岡クライスラーが株式会社フォーピラーズとともに持株会社・ウイルプラスホールディングスを設立。
- 2010年7月、株式会社福岡クライスラーが、同じウイルプラスホールディングス傘下の株式会社フォーピラーズとチェッカーモータース株式会社（初代）を吸収合併。チェッカーモータース株式会社（2代）へ商号変更。
- 2023年7月、チェッカーモータース株式会社の社名をウイルプラスチェッカーモータース株式会社へ変更。[2]

## 店舗
- アルファ ロメオ／フィアット	／クライスラー／ジープ／アバルト（ショールーム・サービス・テクニカルセンター併設）

藤沢湘南
- アルファ ロメオ／フィアット	（ショールーム・サービス併設）

池袋
- アルファ ロメオ／フィアット	（ショールームのみ）

田園調布（世田谷区玉川田園調布）、横浜（中区山下町）
- アルファ ロメオ／フィアット／アバルト（ショールーム・サービス併設）

世田谷（世田谷区世田谷）
- クライスラー／ジープ（ショールーム・テクニカルセンター併設）

世田谷（世田谷区上野毛）、横浜（保土ヶ谷区岡沢町）、北九州、福岡、久留米
- アバルト（ショールーム・サービス併設）

東京（大田区南千束）
- アルファ ロメオ／フィアット（サービス）

田園調布（大田区南千束）、横浜（都筑区東方町）
- ジャガー／ランドローバー	（ショールーム・サービス併設）

湘南、北九州